# الغابة الخضراء
مغامرات الغابة الخضراء  مسلسل رسوم متحركة مقتبس عن سلسلة من الكتب نشرت ما بين عامي 1910 و1920 ألفها ثورنتون بورغيس التي أقتبست عنه شبكة التلفزيون فوجي اليابانية القصص لتحولها إلى مسلسل رسوم متحركة كان أول بث له في عام 1973. يحتوي المسلسل على 52 حلقة أنتجت في شركة زييو.

## الشخصيات
- أرنوب الأرنب.
- حفار.
- نقار
- دعبل
- دولي
- دبدوب الراكون.
- حشور الثعلب.
- سريع السنجاب.
- زقزوق  القيق أزرق .
- العم بيلي الفأر
- ديدي
- كلبوز  ابن عرس
- كوك
- بلاك القط.

## روابط خارجية
- الغابة الخضراء على موقع IMDb (الإنجليزية)
- الغابة الخضراء على موقع كينوبويسك (الروسية)
- الغابة الخضراء على موقع قاعدة بيانات الفيلم (الإنجليزية)
- الغابة الخضراء على موقع ANN anime (الإنجليزية)